# Mesalina martini
Mesalina martini är en ödleart som beskrevs av  George Albert Boulenger 1897. Mesalina martini ingår i släktet Mesalina och familjen lacertider. Inga underarter finns listade i Catalogue of Life.